# Pachylomalus foveipygus
Pachylomalus foveipygus är en skalbaggsart som beskrevs av Heinrich Bickhardt 1914. Pachylomalus foveipygus ingår i släktet Pachylomalus och familjen stumpbaggar. Inga underarter finns listade i Catalogue of Life.